# Mory Kanté
Mory Kanté (Albadaria, Francia Guinea, 1950. március 29. – Conakry, 2020. május 22.) mandinka származású guineai énekes, zenész, dalszerző. A világzene műfajában tevékenykedett. Hírnevet az 1987-es Yé-ké-yé-ké című dal hozott számára. 

## Pályakép
Kanté apja El Hadj Djeli Fodé Kanté, édesanyja, Fatouma Kamissoko énekes volt. Ők voltak Guinea egyik legismertebb griot-énekes családja. Kanté vegyes (mali és guineai) származású volt. Miután a guineai mandinka griot hagyomány szerint nevelték fel, hétévesen Maliba küldték, ahol megtanult korán játszani, valamint fontos hanghagyományokat, amelyek szükségesek ahhoz, hogy griot legyen.
Kanté 2020. május 22-én hunyt el egy conakry-i kórházban, 70 éves korában. Élete utolsó éveiben krónikus betegségekben szenvedett, és gyakran kezelték Franciaországban.
13 albuma jelent meg. 2011-ben a VeszprémFesten is fellépett.

## Diszkográfia

### Stúdióalbumok
- Courougnegne (1981)
- N'Diarabi (1982)
- A Paris (1984)
- 10 Cola Nuts (1986)
- Akwaba Beach (1987)
- Touma (1990)
- Nongo Village (1993)
- Tatebola (1996)
- Tamala – Le Voyageur (2001)
- Best Of (2002)
- Sabou (2004)
- La Guinéenne (2012)
- N'diarabi (2017)

### Kislemezek
- Yé-ké-yé-ké (1988)
- Tama (1988)
- Yéké Yéké (remix) (1995)
- Yéké Yéké (remix) (1996)

## Fordítás
- Ez a szócikk részben vagy egészben  a   Mory Kanté című angol Wikipédia-szócikk ezen változatának fordításán alapul.  Az eredeti cikk szerkesztőit annak laptörténete sorolja fel. Ez a jelzés csupán a megfogalmazás eredetét és a szerzői jogokat jelzi, nem szolgál a cikkben szereplő információk forrásmegjelöléseként.
- Ez a szócikk részben vagy egészben  a   Mory Kanté című francia Wikipédia-szócikk ezen változatának fordításán alapul.  Az eredeti cikk szerkesztőit annak laptörténete sorolja fel. Ez a jelzés csupán a megfogalmazás eredetét és a szerzői jogokat jelzi, nem szolgál a cikkben szereplő információk forrásmegjelöléseként.